# Benthosema glaciale
Il pesce lanterna glaciale (Benthosema glaciale) è un pesce abissale della famiglia Myctophidae.

## Distribuzione e habitat
Si incontra nell'Oceano Atlantico a nord fin oltre il circolo polare artico e nel mar Mediterraneo (più comune nel bacino occidentale), compresi il mar Adriatico. È assente dal mar Nero ma si trova nel mar di Marmara.

Questa specie frequenta le acque profonde fino a 500 m (ma nel mar Ionio è stato catturato a più di 1000 m), dove ha uno stile di vita pelagico. Effettua migrazioni notturne verso la superficie.

## Descrizione
Come tutti i pesci lanterna questa specie si distingue dalle altre mediante l'analisi dei fotofori (vedi la figura alla voce Myctophidae). In questa specie è presente un solo fotoforo POL ed il secondo VO è posto più in alto degli altri. Inoltre il Vn non è presente. Nel maschio sono presenti i Gs che sono assenti nella femmina, che invece ha Gi.

Colore argenteo con dorso brunastro.

Raggiunge gli 8 cm al massimo.

## Alimentazione
Si ciba di crostacei ed altri animaletti planctonici.

## Riproduzione
Avviene tutto l'anno, soprattutto nella stagione fredda.

## Tassonomia
Gli esemplari del Mediterraneo sono più piccoli ed hanno meno vertebre di quelli atlantici essi furono considerati ora una sottospecie (B. glaciale thori) ed ora una buona specie (B. thori). Attualmente queste due popolazioni non vengono distinte sistematicamente.